# Rio Borcuţ (Bistriţa)
O Rio Borcuţ é um rio da Romênia afluente do Rio Bistriţa, localizado no distrito de Bistriţa-Năsăud.